# Jaime Graça
Jaime da Silva Graça (10 januari 1942 – 28 februari 2012) was een Portugees voetballer die als middenvelder speelde. Hij speelde voor Vitória Futebol Clube en SL Benfica.
Graça speelde 36 interlands voor Portugal en speelde op het Wereldkampioenschap voetbal 1966 in Engeland.